# Mikhaïl Tskhakaïa
Mikhaïl Grigorievitch Tskhakaïa (en géorgien მიხეილ გრიგოლის ძე ცხაკაია, Mikheil Grigolis dze Tskhak’aia ; en russe Михаил Григорьевич Цхакая), également connu sous le nom de Barsov, né le 4 mai 1865 dans la municipalité de Martvili et mort le 19 mars 1950 à Moscou, est un communiste géorgien. Barsov est un haut responsable du mouvement bolchevique en Géorgie, actif dans la politique révolutionnaire depuis 1880. Il était l'un des cinq signataires du document qui a formé l'Union soviétique.

## Biographie
En 1892, il a aidé à fonder Mesame Dasi (troisième groupe), le premier parti socialiste géorgien. Lorsque le Parti ouvrier social-démocrate de Russie a été fondé, il l'a rejoint. Il a sauvé le jeune Joseph Staline de l'expulsion pour nationalisme géorgien en 1904. Cependant, Barsov a demandé à Staline d'écrire un credo renonçant à ses vues et d'assister à une série de conférences de Barsov sur le marxisme. Malgré cela, ils sont restés amis. En juillet 1906, Tskhakaïa fut le témoin de Staline à son mariage avec Kato Svanidzé. Le 9 septembre, Tskhakaïa et Staline étaient parmi seulement six bolcheviks à la conférence social-démocrate de Tbilissi (les 36 autres étaient mencheviks). Ils ont partagé une chambre au 5e congrès du Parti ouvrier social-démocrate de Russie à Londres. Ni l'un ni l'autre n'a été autorisé à voter en raison de la faiblesse du bolchevisme en Géorgie. En 1907, après une série d'arrestations et de déportations, il s'exile en Suisse où il rend visite à Lénine à Genève. Il rentre en Russie en 1917, aux côtés de Lénine sur le célèbre train plombé. À partir de ce moment-là, il était un dirigeant influent du Parti communiste de Géorgie. Il a été enterré au Panthéon de Mtatsminda.